# Віріндер Сінґг
Віріндер Сінґг (16 травня 1947 — 28 червня 2022) — індійський хокеїст на траві.
Бронзовий призер Олімпійських Ігор 1972 року, учасник 1976 року.
Срібний призер Азійських ігор 1974, 1978 років.
Чемпіон світу 1975 року, срібний призер 1973 року.